# David Nish
David John Nish (Burton upon Trent, 26 settembre 1947) è un ex calciatore inglese.

## Carriera

### Club
Esordì da professionista nel Leicester City nel 1966, giocandovi fino al 1972, anno in cui fu ceduto al Derby County per una cifra che batté il record inglese del trasferimento (225.000 sterline). Giocò con i Rams fino al 1978 (vincendo un titolo nazionale nella stagione 1974-1975 e un Charity Shield nel 1976), dopodiché si trasferì negli Stati Uniti dove giocò gli ultimi quattro anni della sua carriera indossando la maglia del Tulsa Roughnecks e dei Seattle Sounders.

### Nazionale
La prima convocazione in nazionale risale al 12 maggio 1973 in occasione di un match contro l'Irlanda del Nord. Fino al 12 maggio 1974, data della sua ultima convocazione in nazionale, Nish totalizzò cinque presenze senza segnare reti.

### Dopo il ritiro
Subito dopo il ritiro dal calcio giocato, avvenuto nel 1982 a causa di un infortunio da cui non riuscì a risollevarsi nonostante tre interventi, Nish ha fatto parte dello staff tecnico del settore giovanile del Derby County e del Leicester City.

## Palmarès
- Campionato inglese: 1

Derby County: 1974-1975
- Charity Shield: 2

Leicester City: 1971
Derby County: 1975